# Papyrus 20
- Papyrus
- Onciale
- Minuscules
- Lectionnaire

Le papyrus 20 (dans la numérotation Gregory-Aland), désigné par le sigle {\displaystyle {\mathfrak {P}}}20, est une ancienne copie du Nouveau Testament en grec trouvé en Égypte. Il s'agit d'un papyrus manuscrit de l'Épître de Jacques, mais il ne contient que les chapitres 2,19 - 3,9. Le manuscrit a été daté par paléographie au début du IIIe siècle.

## Description
La taille de la feuille est de 17 cm par 12 cm.
Le texte grec de ce codex est représentatif des textes alexandrins (ou plutôt proto-alexandrins). Kurt Aland le place dans la Catégorie I. Ce manuscrit est en accord avec le Codex Sinaiticus et le Vaticanus, mais en désaccord avec les codexes Ephraemi, Regius et les autres manuscrits alexandrins tardifs.
Il est actuellement détenu à la bibliothèque de l'université de Princeton (AM 4117) à Princeton,.